# Unité de l'industrie du pétrole et du gaz
L'industrie pétrolière a ses propres unités, héritées de sa naissance aux États-Unis durant la deuxième moitié du XIXe siècle.

## Pétrole
Le pétrole est un combustible fossile à la base, entre autres, de la quasi-totalité des carburants liquides.

### Description
Le baril (barrel en anglais) est l'unité de mesure habituelle dans les transactions pétrolières.
Le baril vaut exactement 158,987 294 928 litres, ce qui correspond à 42 gallons américains. Pour faire une tonne métrique, il faut de 7 à 9,3 (7,6 en moyenne) barils selon la densité du pétrole considéré.
Le sigle bbl signifie « blue barrel » ou « baril » en abrégé. La production se mesure en barils par jour ou en tonnes par an. Un baril par jour correspond à peu de chose près à 50 tonnes par an. On note usuellement kbbl/j pour 1 000 barils par jour (kilo) et Mbbl/j pour 1 000 000 barils par jour (méga).
Tonneau est une traduction plus précise de (en) barrel que baril. Toutefois, en pratique, elle n'est pas utilisée.

### Historique
L'origine de cette unité remonte aux années 1860-1870. À cette époque, des barils fabriqués pour d'autres industries et commerces (boissons, huile de baleine, sel, poissons, etc.) étaient employés pour le stockage et le transport (par train, bateau ou même diligence) du pétrole. Leur capacité variait de 30 à 50 gallons américains (de 110 à 190 litres).
Facturer le pétrole par 40 gallons (151 litres), correspondant aux barils de whisky et de sel, devint peu à peu une convention, mais les barils de cette époque étant en bois, on perdait toujours un peu lors du transport, par fuites et évaporation. C'est pourquoi il devint habituel de surdimensionner de 5 % les barils envoyés, pour que le client ne puisse pas se plaindre de recevoir moins que ce qu'il avait payé. Ainsi s'imposa le baril de 42 gallons, qui servait déjà pour les harengs.
Ces tonneaux de chêne, réalisés par des menuisiers, coûtaient beaucoup plus cher que leur contenu, et dès que les volumes de pétrole produits devinrent plus importants, on utilisa des moyens plus économiques (citernes, oléoducs). Il y a plus d'un siècle que plus personne ne met le pétrole dans ce genre de barils de bois, mais l'unité de mesure est restée. En fait, lorsque l'équivalence « 1 baril = 42 gallons » s'imposa définitivement, la plupart du pétrole n'était déjà plus transporté de cette manière.
Le double « b » de l'abréviation (« bbl » et non « bl ») vient de « blue barrels », semble-t-il parce que la Standard Oil of California utilisait des barils bleus pour les distinguer de ceux des autres compagnies, ou, selon une autre version, parce que la couleur bleue identifiait les barils de 42 gallons.

### Échelle API
L'échelle des degrés API mesure la densité du pétrole.

## Gaz naturel
Le gaz naturel est sans doute, de toutes les marchandises, celle pour laquelle le plus grand nombre d'unités différentes sont utilisées. Selon les pays et selon le contexte, on peut mesurer :
- Son volume gazeux, en conditions ambiantes, en mètres cubes ou en pieds cubes (dans les pays utilisant le Système impérial d'unités).
- Sa teneur énergétique, qui peut se mesurer en tonnes (métriques) d'équivalent pétrole (« tep », pour les économistes), en barils équivalent pétrole (« bep », pour l'industrie), joules (industries australienne et néozélandaise), en British thermal units (« BTU », dans certains documents américains et britanniques), en thermies (certains documents français) ou même kilowattheures (factures émises par Gaz de France).
- Sa masse, qui peut être exprimée en tonnes métriques ou en tonnes américaines (907 kg). C'est la mesure habituelle pour la capacité des terminaux de gaz naturel liquéfié.
- Son volume une fois liquéfié par cryogénie (gaz naturel liquéfié), qui se mesure en mètres cubes, en gallons ou en pieds cubes. C'est l'unité habituelle pour mesurer la capacité des méthaniers.

Le plus grand problème avec ces différentes unités provient des facteurs de conversion entre volume et énergie, qui ne sont pas constants. Un mètre cube de gaz naturel brut (sorti du gisement) peut avoir un pouvoir calorifique supérieur à celui d'un mètre cube de méthane pur s'il contient des hydrocarbures plus longs, tels l'éthane et le propane, ou inférieur s'il renferme des gaz non combustibles (dioxyde de carbone ou azote).
Pour du gaz naturel de qualité commerciale (presque du méthane pur), voici la conversion d'un milliard de mètres cubes (soit un kilomètre cube) dans les autres unités :
| Unité                       | Symbole                     | Facteur de conversion |
| --------------------------- | --------------------------- | --------------------- |
|                             | Volume gazeux normalisé     |                       |
| milliard de mètres cubes    | Gm3                         | 1                     |
| milliard de pieds cubes     | bcf                         | 35,315                |
|                             | Pouvoir calorifique         |                       |
| Tonne équivalent pétrole    | tep (fr), toe (en), öe (de) | 816 000               |
| Baril équivalent pétrole    | bep (fr), boe (en)          | 6,5 × 106             |
| Mégajoule                   | MJ                          | 38 × 109              |
| 1015 BTU ou 1 « quad »      | quad                        | 0,036                 |
| Thermie                     | th                          | 9,09 × 103            |
| Kilowattheure               | kWh                         | 10,5 × 109            |
|                             | Masse                       |                       |
| Tonne métrique              | t                           | 717 466               |
| Tonne « courte » américaine | st                          | 791 033               |
|                             | Volume à l'état liquide     |                       |
| Mètre cube                  | m3                          | 1,6 × 106             |
| Gallon (américain)          | gal                         | 430 × 106             |
| Baril                       | b, bbl                      | 10,2 × 106            |
| Pied cube                   | cf, ft3                     | 57,5 × 106            |

## Équivalence gaz naturel et pétrole
Pour additionner gaz naturel et pétrole, il est fréquent de travailler en barils équivalents pétrole (bep). L'énergie contenue dans un baril de pétrole équivaut à celle de 170 m3 de gaz (pour les approximations « de tête », on peut donc retenir qu'un litre de pétrole équivaut à peu près à un mètre cube de gaz naturel). On a donc : 1 Gm3 = 5,9 Mbep.
Les Américains utilisent généralement le BCF (billion cubic feet) et le TCF (trillion cubic feet). 1 TCF vaut 28 Gm3 ou 166 Mbep.
Il arrive aussi de mesurer le gaz en tonnes d'équivalent pétrole (1 tep = 7,2 bep), ou en masse lorsqu'on le liquéfie.

### Raffinage
Dans le traitement en raffinerie, la capacité des unités de traitement est définie de deux manières : en BPCD et BPSD. Les BPCD sont des Barrels per Calendar Day, c'est-à-dire que la capacité de traitement d'une unité quelconque (distillation et reforming, par exemple) est exprimée en nombre de barils de charge par jour calendaire.
Par contre, dans une année calendaire, le raffineur a besoin d'arrêter un certain nombre d'unités de la raffinerie pour les entretenir (nettoyage, changement des pièces défectueuses ou usées, etc.), d'où la notion de BPSD. Celle-ci signifie Barrels per Stream Day, c'est le nombre de barils par jour que l'unité peut traiter après déduction des jours d'arrêts pour entretien. En général, il est admis que ce nombre de jours de traitement est de 330 jours par année calendaire.